# 声のおまもりください
「声のおまもりください」（こえのおまもりください）は、BEGIN10枚目のシングル。1996年7月6日発売。発売元はファンハウス。

## 解説
ファンハウス在籍時最後のシングル。表題曲はサッカー選手の前園真聖が出演していたアステル東京のCMソングに起用された。

## トラック
全作曲：BEGIN
1. 声のおまもりください
  - 作詞：田代五月・一倉宏／編曲：山田直毅
2. 満天の星
  - 作詞：田代五月／編曲：BEGIN
3. 声のおまもりください(MRZ with BEGIN)
  - 前園真聖とのコラボで、前園がリードボーカルを取っている。MRZとは前園真聖のことである。
4. 声のおまもりください（オリジナル・カラオケ）